# Bibliothèque d'État et universitaire de Königsberg
La Bibliothèque d'État et universitaire de Königsberg (en allemand : Staats- und Universitätsbibliothek Königsberg) est une bibliothèque d'État (en) et une bibliothèque universitaire combinées à Königsberg, en province de Prusse-Orientale, en Allemagne. 
Il s'agissait de l'une des bibliothèques les plus prestigieuses du Sprachraum est-allemand. L'université de Königsberg s'est développée depuis le XVIe siècle à partir de plusieurs bibliothèques plus petites. Elle a été détruite en 1944 lors de l'invasion de l'Allemagne par l'Union soviétique, après quoi la ville a été occupée et rebaptisée Kaliningrad. 

## Histoire

### Bibliothèque de chambre
Albert, duc de Prusse (1490-1568), fonde la bibliothèque de chambre (Kammerbibliothek) ou la bibliothèque allemande (Deutsche Bibliothek) au-dessus de la porte du château de Königsberg vers 1526 avec environ 100 œuvres plus petites. Son premier directeur est le secrétaire ducal Balthasar Gans. Parce qu'Albert n'a qu'une connaissance rudimentaire du latin, la collection ne contient que des livres allemands et des traductions en langue allemande de textes étrangers. Les auteurs présents dans sa bibliothèque étaient parmi les plus influents de la Réforme protestante du XVe siècle, notamment Martin Luther, Lazarus Spengler, Martin Bucer, Johann von Staupitz, Andreas Karlstadt, Wenzeslaus Linck (de), Johannes Oecolampadius et Urbanus Rhegius. Les autres volumes comprenaient des sujets juridiques, historiques, géographiques et médicaux. À la fin de la vie d'Albert, la bibliothèque de la chambre ducale a atteint 500 volumes. La bibliothèque de chambre est transmise à la bibliothèque du château en 1583.

### Bibliothèque d'argent

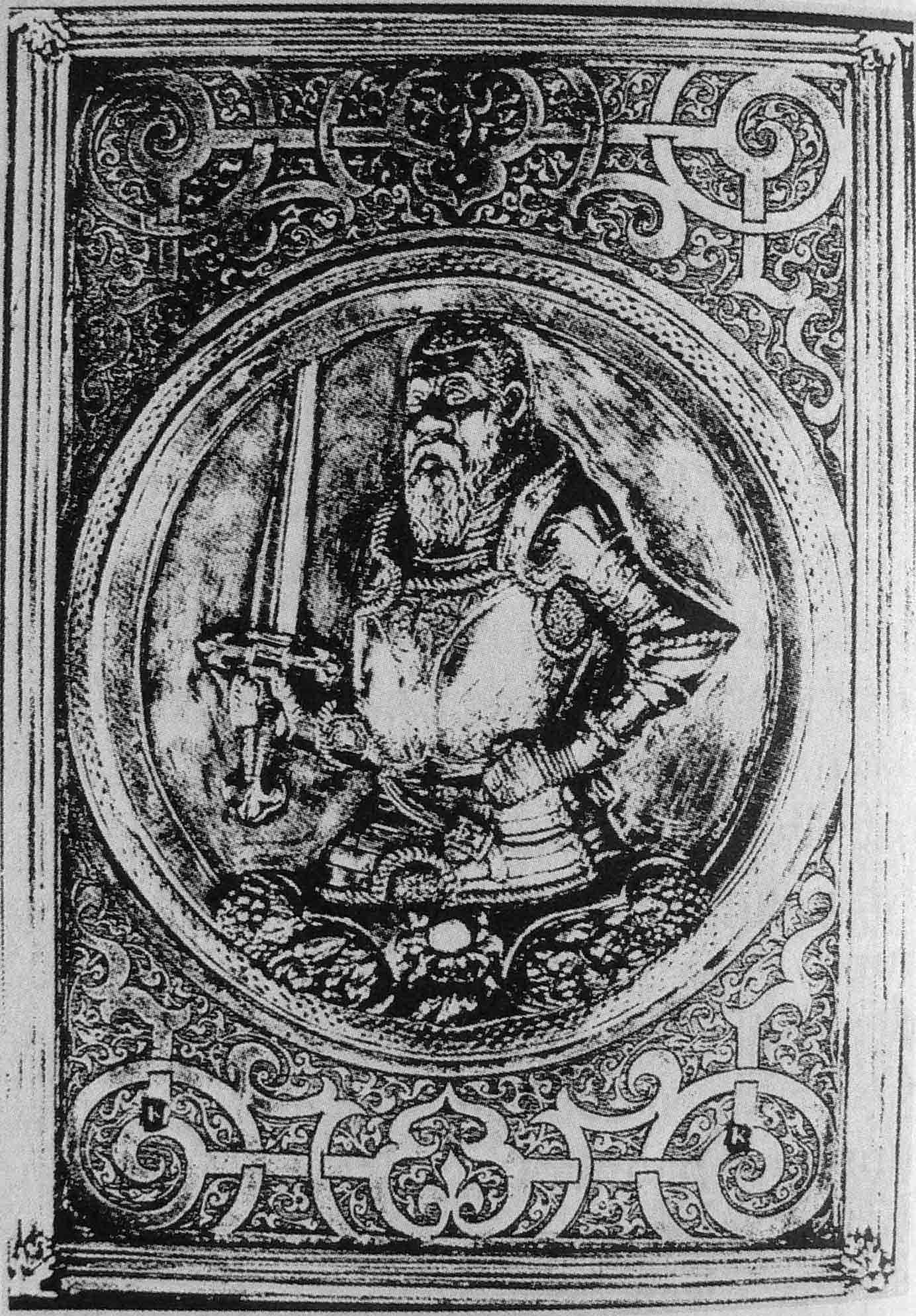
Représentation du duc Albert de Prusse (1490-1568) sur une couverture en argent

La partie la plus précieuse de la bibliothèque de chambre est la bibliothèque d'argent (Silberbibliothek). Initialement, seuls deux des volumes d'Albert étaient reliés par des plaques d'argent estampé par des orfèvres, mais le nombre est passé à vingt après le deuxième mariage du duc en 1550 avec Anne-Marie de Brunswick-Calenberg-Göttingen. Outre la Bible luthérienne de Cornelius Vorwend de Nuremberg, il y avait également trois œuvres de Paul Hoffmann, six de Gerhard Lenz et cinq de Hieronymus Kösler, les trois derniers auteurs étant de Königsberg. 
Le 20 août 1611, la bibliothèque d'argent passe aux directeurs de la bibliothèque du château. Elle est temporairement évacuée vers Küstrin pendant la guerre de Sept Ans (1756-1763), vers Memel pendant la guerre de la Quatrième Coalition (1806-1807), et vers Berlin pendant la Première Guerre mondiale (1914-1918). À partir de 1924, elle est exposée au musée de l'Ordre Teutonique dans le château de Königsberg. Elle est déplacée au manoir de Karwinden pendant la Seconde Guerre mondiale, mais est perdue à la suite des destructions sur le front de l'Est à cause de l'invasion de la province de Prusse-Orientale par l'Union soviétique.

### Bibliothèque du château
Encouragé par l'afflux de personnes instruites à Königsberg, Albert établit en 1529 pour les universitaires la bibliothèque du château (Schloßbibliothek) ou la nouvelle bibliothèque (Neuebibliothek), le noyau de la dernière bibliothèque d'État, aux côtés de sa bibliothèque de chambre privée. Crotus Rubeanus (de) de Thuringe rassemble 63 volumes principalement latins et grecs de 70 auteurs. En 1534, la bibliothèque s'étant agrandie, elle a nécessité un bibliothécaire, Felix König, de Gand, également connu sous le nom de Polyphème, qui institue des catalogues systématiques et alphabétiques. Le 5 décembre 1534, premier jour de Polyphème en tant que bibliothécaire de la bibliothèque d'État et universitaire de Königsberg, est considéré comme le début informel de la bibliothèque. 
Albert rend publique la bibliothèque du château en 1540, un acte célébré par les théologiens et les humanistes et loué par Wilhelm Gnapheus dans la poésie latine. À cette époque, elle contient 1 600 titres en 800 volumes. Journaliste au Königsberger Allgemeine Zeitung (de) , Karl Lohmeyer considère la bibliothèque du château de Königsberg comme la première bibliothèque publique en Europe, plus ancienne que la bibliothèque Bodléienne qui a ouvert ses portes en 1602. Entre 1541 et 1543, la bibliothèque du château a également acquis l'Ordensbibliothek, la bibliothèque des chevaliers teutoniques située auparavant à Tapiau. À l'époque de la mort de Polyphème en 1549, la bibliothèque du château compte 2 400 œuvres en 1 200 volumes. 
Les successeurs immédiats de Polyphème sont Martin Chemnitz de Treuenbrietzen entre 1550 et 1553 et David Milesius de Neisse. La bibliothèque du château a prospéré grâce à la direction de Heinrich Zell (de) entre 1557 et 1564, qui a ajouté 1 000 volumes et l'a réorganisée. C'est peut-être sur la suggestion de Zell qu'Albert décréta en 1557 qu'une copie de tous les livres imprimés en Prusse devait être incluse dans la bibliothèque du château, ce qui fut le cas jusqu'en 1945. Les successeurs de Zell sont Johann Steinbach entre 1564 et 1566, Michael Scrinius (de) de Dantzig entre 1566 et 1585) et Matthias Menius (de) de Dantzig. 
La bibliothèque du château acquiert la bibliothèque de chambre en 1583 et la bibliothèque d'argent en 1611. Sous la direction de Menius, vers 1600, la Schloßbibliothek acquiert 204 volumes juridiques et 196 volumes théologiques. Elle commence cependant à stagner en 1618 après l'héritage du duché de Prusse par la Marche de Brandebourg : les Hohenzollern se sont concentrés sur le développement de la bibliothèque de Berlin au lieu de celle de Königsberg. De 1621 à 1658, seuls 343 volumes ont été ajoutés à la collection. À la fin du XVIIe siècle, la bibliothèque acquiert la collection de Bogusław Radziwiłł.

### Bibliothèque Wallenrodt
La bibliothèque Wallenrodt (de) (Wallenrodtsche Bibliothek) de la cathédrale de Königsberg est fondée par le chancelier ducal du XVIIe siècle, Martin von Wallenrodt (de) (1570-1632), dont la première collection de 3 000 volumes est détruite par un incendie en 1623. Martin commence une deuxième collection qui atteint 2 000 volumes à sa mort et a ensuite été poursuivie par son fils, Johann Ernst von Wallenrodt (de) (1632-1696), qui a ajouté 1 000 autres volumes. Ernst von Wallenrodt (1651-1735) a fait don de 2 000 volumes supplémentaires en 1718. 
Les bibliothécaires comprenaient le professeur Christian Heinrich Gütther (qui y a travaillé de 1738 à 1755), Johann Heinrich Daniel Moldenhawer (de)  (1756-1763), Karl Andreas Christiani (de) (1763-1780), professeur de droit Wilhelm Bernhard Jester (de) (1780-1785), et Georg Ernst Sigismund Hennig (de). Rudolf Reicke (de) a dénombré 10 334 volumes, dont 200 manuscrits et 85 incunables. 
La bibliothèque Wallenrodt est incorporée à la bibliothèque d'État et universitaire en 1909, avec 7 000 volumes pris par l'installation de Tragheim (de) et 3 500 volumes restant dans la cathédrale de Königsberg. Bon nombre de ces volumes ont été détruits par le bombardement de Königsberg en août 1944.

### Bibliothèque universitaire
La bibliothèque universitaire (Universitätsbibliothek) est créée en 1544 en tant que petite bibliothèque universitaire pour l'Albertina, la nouvelle université de Königsberg,. Cependant, elle a longtemps été occultée par les bibliothèques de chambre et de château. Elle a commencé à se développer au cours du Siècle des Lumières grâce à des efforts privés plutôt qu'à l'aide de l'État. Michael Lilienthal (de) (1686-1750), bibliothécaire au début du XVIIIe siècle, sous l'administration de Sylvester Grabe le Jeune (de) (1674-1727), a acquis 800 volumes. Les bibliothécaires théologiens Johannes Behm (1687-1753) et Friedrich Samuel Bock (de) (1716-1785) ont ajouté respectivement 1 744 et 2 469 volumes. De 1765 à 1772, Emmanuel Kant est bibliothécaire adjoint. Le physicien Karl Daniel Reusch (de) est bibliothécaire de 1779 à 1806. La bibliothèque de l'Université recevait souvent des dons, tels que la collection de 3 000 volumes du mathématicien David Bläsing (de) (1660-1719), l'importante collection du professeur Cölestin Kowalewski (de) (1700-1771), appartenant à la collection du théologien Georg Christoph Pisanski, et un don du marchand de Tilsit Johann Daniel Gordack en 1790. 
La bibliothèque universitaire de cette époque est située dans deux pièces du château de Königsberg entre l'église du château et une tour. La bibliothèque n'est ouverte que deux jours par semaine pendant trois heures et n'est pas ouverte pendant l'hiver 1772-1773 parce que Bock ne veut pas travailler dans le froid. À la fin du service de Bock en 1779, la collection de manuscrits et d'incunables de la bibliothèque est passée à 14 000. La bibliothèque de l'université a reçu la collection du Etatsministerium en 1805, ce ministère gouvernemental ayant été dissous l'année précédente. La bibliothèque a également acquis la collection de la Deutsche Gesellschaft. 
Georg Heinrich Ludwig Nicolovius (de) n'a été bibliothécaire que de 1807 à 1809, mais son administration efficace a acquis 2 832 volumes, plus que Reusch n'avait réussi depuis bien plus longtemps. La collection d'histoire était prédominante, suivie de la théologie et de la philologie. Les classiques allemands et européens ont commencé à apparaître sous la direction de Nicolovius.

### XIXesiècle
En 1810, à l'époque des réformes prussiennes, plusieurs des collections de la ville, dont la bibliothèque du château, la bibliothèque universitaire, la bibliothèque publique et la bibliothèque Keyserling, déménagent au Königshaus, un palais royal construit pour le roi Frédéric-Guillaume Ier en 1731 à Neue Sorge (de). La bibliothèque du château devient ainsi la Bibliothèque royale (Königliche Bibliothek) le 21 février 1810 et est administrée par une curatelle universitaire. Les bibliothèques royales et universitaires ont été réunies sous le nom de Bibliothèque royale et universitaire (Königliche und Universitätsbibliothek) en 1827. La bibliothèque Keyserling a déménagé à Rautenberg (de) en 1821, tandis que la bibliothèque publique a déménagé à Kneiphof en 1875. 
La bibliothèque compte parmi ses dons la collection personnelle de Johann Friedrich Herbart (1776-1841). En 1858, le bibliophile Friedrich August Gotthold (de) (1839-1880), directeur du Collège Fridericianum, fit don de sa collection personnelle de 36 000 volumes à la bibliothèque. La collection de Gotthold comprenait des belles-lettres, des ouvrages sur la philologie classique, la pédagogie, l'histoire, la géographie et la musique depuis la Renaissance. En 1860, elle reçut la collection de son bibliothécaire en chef, Christian August Lobeck (1781-1860). 
En 1890, la bibliothèque royale et universitaire compte 263 636 volumes. Les collections et Nachläße (de) acquises au cours du siècle comprenaient Friedrich Zander (1811-1894), Gustav Hirschfeld (1847-1895), Jacob Caro (1835-1904) et August Hagen (de) (1834-1910). Le Nachlass du philosophe Johann Georg Hamann (1730-1888), le Mage du Nord, a été ajouté en 1905.

### XXesiècle
La bibliothèque royale et universitaire a déménagé de Neue Sorge (de) à Tragheim (de) en 1901. La nouvelle institution a été construite à Mitteltragheim (de) à la place du palais baroque Braxein-Tettau qui appartenait autrefois à l'apothicaire et conseiller August Wilhelm Hensche. La Henschestraße a été nommée en son honneur. Les bibliothécaires comprenaient Fritz Milkau (de) et Ernst Kuhnert (de). En 1909, la bibliothèque Wallenrodt a été intégrée dans les collections. 
L'institution est devenue la bibliothèque d'État et universitaire (Staats und Universitätsbibliothek) après l'abdication de la maison de Hohenzollern en 1918. Kuhnert a publié une histoire de la bibliothèque en 1926. D'autres collections affiliées à la bibliothèque étaient celles de l'Observatoire de Königsberg et de la Handbibliothek à l'usage des étudiants. 
En 1939, la bibliothèque d'État et universitaire contenait 685 000 volumes. Au début de 1944, bon nombre des collections les plus précieuses de la bibliothèque ont été évacuées vers les palais et manoirs voisins. La bibliothèque elle-même a été détruite lors du bombardement de Königsberg en août 1944. Les textes survivants ont ensuite été acquis par des institutions soviétiques et polonaises. 
Des vestiges de la bibliothèque d'État et universitaire se trouvent entre autres : 
- Allemagne : Archives privées de l'État prussien (de) à Berlin
- Lituanie : Bibliothèque de l'Université de Vilnius et Bibliothèque nationale Martynas Mažvydas à Vilnius ;
- Pologne : Bibliothèque de l'Université Nicolaus Copernicus (pl) à Toruń et Hosianum (pl) à Olsztyn
- Russie : Université fédérale baltique Emmanuel Kant (de) de Kaliningrad, Bibliothèque d'État de Russie, Bibliothèque historique publique d'État (ru), Bibliothèque de littérature étrangère (en) et INION (en) à Moscou, Novossibirsk, Bibliothèque de l'Académie des sciences de Russie de Saint-Pétersbourg, Bibliothèque de l'Université d'État de Voronej à Voronej.